# Heiltz-le-Hutier
Heiltz-le-Hutier és un municipi francès, situat al departament del Marne i a la regió del Gran Est. L'any 2007 tenia 194 habitants.

## Demografia

### Població
El 2007 la població de fet de Heiltz-le-Hutier era de 194 persones. Hi havia 77 famílies, de les quals 19 eren unipersonals (19 dones vivint soles i 19 dones vivint soles), 23 parelles sense fills i 35 parelles amb fills.
La població ha evolucionat segons el següent gràfic:
Habitants censats

### Habitatges
El 2007 hi havia 87 habitatges, 76 eren l'habitatge principal de la família, 4 eren segones residències i 7 estaven desocupats. 85 eren cases i 1 era un apartament. Dels 76 habitatges principals, 63 estaven ocupats pels seus propietaris i 13 estaven llogats i ocupats pels llogaters; 2 tenien dues cambres, 5 en tenien tres, 13 en tenien quatre i 56 en tenien cinc o més. 73 habitatges disposaven pel capbaix d'una plaça de pàrquing. A 26 habitatges hi havia un automòbil i a 43 n'hi havia dos o més.

### Piràmide de població
La piràmide de població per edats i sexe el 2009 era:
| Homes | Edats   | Dones |
| ----- | ------- | ----- |
| 0     | 95 o +  | 0     |
| 0     | 90 a 94 | 0     |
| 0     | 85 a 89 | 0     |
| 0     | 80 a 84 | 0     |
| 0     | 75 a 79 | 4     |
| 8     | 70 a 74 | 12    |
| 0     | 65 a 69 | 4     |
| 4     | 60 a 64 | 0     |
| 8     | 55 a 59 | 0     |
| 4     | 50 a 54 | 4     |
| 4     | 45 a 49 | 8     |
| 4     | 40 a 44 | 0     |
| 0     | 35 a 39 | 4     |
| 12    | 30 a 34 | 4     |
| 4     | 25 a 29 | 12    |
| 4     | 20 a 24 | 0     |
| 4     | 15 a 19 | 4     |
| 0     | 10 a 14 | 4     |
| 0     | 5 a 9   | 8     |
| 4     | 0 a 4   | 8     |

## Economia
El 2007 la població en edat de treballar era de 116 persones, 90 eren actives i 26 eren inactives. De les 90 persones actives 81 estaven ocupades (45 homes i 36 dones) i 9 estaven aturades (4 homes i 5 dones). De les 26 persones inactives 11 estaven jubilades, 7 estaven estudiant i 8 estaven classificades com a «altres inactius».

### Ingressos
El 2009 a Heiltz-le-Hutier hi havia 84 unitats fiscals que integraven 208 persones, la mediana anual d'ingressos fiscals per persona era de 19.458 €.

### Activitats econòmiques
Dels 7 establiments que hi havia el 2007, 1 era d'una empresa de construcció, 1 d'una empresa de comerç i reparació d'automòbils, 1 d'una empresa de transport, 1 d'una empresa d'hostatgeria i restauració, 1 d'una empresa financera, 1 d'una empresa de serveis i 1 d'una empresa classificada com a «altres activitats de serveis».
L'únic establiment comercial que hi havia el 2009 era una floristeria.
L'any 2000 a Heiltz-le-Hutier hi havia 8 explotacions agrícoles.

## Poblacions més properes
El següent diagrama mostra les poblacions més properes.